# Eugen Johann Christoph Esper
Pour les articles homonymes, voir Esper.
Eugen ou Eugenius Johann Christoph Esper est un naturaliste allemand, né le 2 juin 1742 à Wunsiedel en principauté de Bayreuth et mort le 27 juillet 1810 à Erlangen.

## Biographie
Eugen et son frère Friedrich sont très tôt sensibilisés à l’histoire naturelle par leur père, Friedrich Lorenz Esper, botaniste amateur. Il se tourne d’abord vers des études de théologie mais il s’oriente bientôt vers l’histoire naturelle notamment grâce à son professeur de botanique Casimir Christoph Schmidel (1718-1792).
Il obtient son doctorat de philosophie à l’université d'Erlangen en 1781 avec une thèse intitulée De varietatibus specierum in naturale productis. L’année suivante, il commence à y enseigner d’abord comme professeur extraordinaire, fonction dotée de maigres émoluments, puis en 1797 comme professeur de philosophie. Il y dirige le département d’histoire naturelle à partir de 1805, les collections de l’université s’enrichissent rapidement grâce à son action de minéraux, d’oiseaux, de plantes, de coquillages et d’insectes...
C’est durant ses heures de loisirs qu’il se consacre à l’étude de la nature et à la préparation de ses manuscrits. Il est l’auteur de la série de livrets intitulés Die Schmetterlinge in Abbildungen nach der Natur mit Beschreibungen qui paraît de 1776 jusque dans les années 1807, richement illustré de 438 planches coloriées à la main. Un additif est réalisé en 1829-1830 par Toussaint von Charpentier (1779-1847). Ce livre constitue une faune importante sur les papillons de son pays dans lequel Esper suit la méthode linnéenne. Outre la constitution de remarquables collections, on lui doit les toutes premières recherches sur la paléopathologie.
La revue d’entomologie Esperiana, Buchreihe zur Entomologie, fondée en 1990, commémore son nom et son œuvre.
L'IPNI lui attribue une abréviation en botanique, sans plus de précision.

## Source
- Hermann Hacker (1998). Die Typen der von E. J. Ch. Esper (1742-1810) in seinem "Die Schmetterlinge in Abbildungen nach der Natur" beschriebenen Noctuoidea (Lepidoptera), Esperiana. Buchreihe zur Entomologie, 6 (1) : [24 p.].  (ISBN 3-9802644-5-9)